# Jean Besson (chimiste)
 (octobre 2022).
Pour les articles homonymes, voir Jean Besson et Besson.
Jean Besson, pour l'état-civil Georges, Jean Besson, né le 18 novembre 1919 à Saint-Étienne (Loire) et mort le 9 mai 1989 à La Tronche, Isère, est un universitaire français. 
Il est connu pour sa production d’ouvrages pédagogiques universitaires en Chimie Minérale et en Electrochimie et pour avoir fédéré une communauté scientifique autour de la Cinétique Hétérogène, discipline qu’il a développée et enseignée à l’Université de Grenoble et à l’Ecole Nationale Supérieure d’Electrochimie et d’Electrométallurgie de Grenoble dont il fut le directeur de 1960 à 1971. Son nom est associé à un prix scientifique décerné depuis 1991. Il a également été donné à l’amphithéâtre du Campus de Saint-Martin d’Hères de l’Ecole Nationale Supérieure d’Electrochimie et d’Electrométallurgie de Grenoble (maintenant PHELMA).

## Éducation

### Études
Jean Besson étudie au Lycée Claude Fauriel à Saint Etienne, puis effectue ses classes préparatoires scientifiques au Lycée Saint Louis à Paris. En 1938, il intègre l’Ecole Normale Supérieure de Paris, rue d’Ulm. Après une Licence de Mathématiques (1940) puis une Licence de Physique-Chimie (1941), il obtient l’Agrégation de Sciences Physiques en 1943. Le Professeur Louis Hackspill, alors directeur de l’Institut de Chimie (plus tard ENSCP) lui propose de préparer une thèse de Doctorat d’Etat sur le sujet “Etude comparée de l’oxydation par voie humide des hydroxydes nickeleux, cobalteux, manganeux et ferreux”. Il la soutient en 1946.

### Parcours universitaire
Attaché, puis chargé de recherches au CNRS pendant la préparation de sa thèse, Jean Besson est nommé assistant de chimie à La Sorbonne, puis maître de conférences (de nos jours professeur de 2e classe) à l’université de Nancy en novembre 1949 d’où il est immédiatement détaché à Saarbrücken, à l’université de la Sarre, un état allemand alors indépendant sous tutelle française . Il y reste 10 ans, enseignant la chimie en langue allemande et participant activement à l’activité de recherche. Un de ses doctorants les plus fameux à cette période est le chimiste allemand Ludwig Heck (1930-2011), spécialiste des complexes inorganiques, avec qui il fait ses premiers pas en électrochimie minérale. Il est nommé Professeur de 1re classe en 1956 puis, sous la pression de Louis Néel, accepte sa mutation sur la Chaire d’Electrochimie de l’Université de Grenoble où il prend son service à la rentrée 1959. 

## Carrière
Sa carrière se déroule alors dans Grenoble ; il prend la direction de l’Ecole Nationale Supérieure d’Electrochimie et d’Electrométallurgie, responsabilité qu’il occupera jusqu’en 1972 et qu’il utilisera pour réformer profondément l’enseignement de l’Ecole. Il dirige aussi, de 1963 à 1971, le Laboratoire d'Etudes et de Recherches en Chimie et Electrochimie Minérales (LERCEM), un des premiers laboratoires universitaires associé au CNRS. Il prend sa retraite en 1987.

## Activités de recherche
Jean Besson est un chimiste minéraliste, dans la veine de son Maître, le Professeur Louis Hackspill. Après des recherches traditionnelles en chimie des solutions, il aborde la cinétique des réactions gaz-métal en Allemagne puis conforte ce choix à son arrivée à Grenoble. Il développe cette discipline jusqu’à sa retraite. Dès 1965, il crée l’un des premiers laboratoires associés au CNRS, le LERCEM (Laboratoire d’Etudes et de Recherches en Chimie et Electrochimie Minérales). Cette même année, il présente à la communauté scientifique une notation des défauts de réseau qui sera utilisée pendant une vingtaine d’années par les laboratoires français travaillant sur le sujet. Cette notation sera supplantée, au niveau international, par celle déjà proposée par Kröger et Vink en 1958 et qui sera recommandée par l’IUPAC quelques années après.

## Les journées d’études sur la cinétique hétérogène
Créées en 1969 sous l’impulsion de Jean Besson et de Michel Soustelle, un de ses élèves récemment nommé professeur à l'École nationale des Mines de Saint-Étienne, les journées d’études sur la cinétique hétérogène (JECH) sont une réunion scientifique nationale qui permet de discuter les travaux récents en réactivité gaz-solide. Ce colloque se tient annuellement, par roulement, dans l’un des dix laboratoires universitaires de la communauté. Les 50 ans de cette manifestation ont été célébrés à Saint-Étienne en 2019.

## Prix Jean-Besson
Depuis 1991, en hommage à Jean Besson, un prix portant son nom récompense l'exposé, aux journées d’études sur la cinétique hétérogène, d'un jeune doctorant n'ayant pas encore soutenu sa thèse. En plus de la qualité et de l'originalité de la démarche scientifique portant sur la cinétique hétérogène, l'enthousiasme du doctorant et sa capacité à communiquer les résultats de son travail de manière pédagogique — qualités particulièrement appréciées par Jean Besson — sont les critères retenus pour décerner le prix. Une trentaine de doctorants a été, à ce jour, récompensée par ce prix.

## Ouvrages
- Chimie Minérale, Tome 1, Louis Hackspill, Jean Besson, Albert Hérold, Presses Universitaires de France, Paris, 1958 (2e édition, 1968).
- Chimie Minérale, Tome 2, Louis Hackspill, Jean Besson, Albert Hérold, Presses Universitaires de France, Paris, 1958 (2e édition, 1968).
- L’Electrochimie, Jean Besson, Que sais-je, N° 437, Presses Universitaires de France, Paris, 1962 (2e édition 1979, 3e édition 1985).
- Nouveau traité de Chimie Minérale de Paul Pascal, Tome XVII (2), le cobalt et le nickel, J. Amiel et J. Besson, Masson, Paris, 1963.
- Manipulations d’Electrochimie : Introduction à la théorie et à la pratique de la cinétique électrochimique, Jean Besson et Jacques Guitton, Masson, Paris, 1972.
- La Chimie Minérale, Jean Besson, Que sais-je, N° 1437, Presses Universitaires de France, Paris, 1976.
- Précis de thermodynamique et de cinétique électrochimiques, Jean Besson, Ellipses-Marketing, Paris, 1984.